# Miguel M. Abrahão
Miguel Martins Abrahão (ur. 25 stycznia 1961) – brazylijski pisarz, dramaturg i historyk.

## Życiorys
Miguel M. Abrahão ukończył studia w zakresie historii, pedagogiki i dziennikarstwa. Pracował w placówkach oświatowych, poświęcając wiele czasu działalności literackiej, pisząc powieści i teksty teatralne.
W latach 80. XX w. Abrahão wykładał historię Brazylii studentom dziennikarstwa na Methodist University of Piracicaba. Był tam również odpowiedzialny za realizację Centrum Teatr UNIMEP (1979) oraz koordynację wszystkich działań teatralnych do roku 1981.
Obecnie mieszka w Rio de Janeiro, z żoną i dziećmi.
Większość jego prac dla dzieci i młodzieży, chociaż napisał je jeszcze jako nastolatek, została opublikowana w Brazylii dopiero po 1983.

## Dzieła

### Sztuki teatralne
| 1973 | As aventuras do Saci Pererê      | teatr dla dzieci       |
| 1973 | Pimpa, a Tartaruga               | teatr dla dzieci       |
| 1976 | No Mundo Encantado da Carochinha | teatr dla dzieci       |
| 1976 | O Dinheiro                       | komedia w dwóch aktach |
| 1976 | Armadilha -                      | dramat                 |
| 1977 | O Descasamento                   | komedia w dwóch aktach |
| 1977 | Pensão Maloca                    | komedia w dwóch aktach |
| 1978 | A Casa                           | komedia w dwóch aktach |
| 1978 | O Covil das Raposas              | komedia w dwóch aktach |
| 1978 | O Chifrudo                       | komedia w dwóch aktach |
| 1978 | Pássaro da Manhã                 | teen dramat            |
| 1978 | Alta-Sociedade                   | komedia w dwóch aktach |
| 1981 | O Minuto Mágico                  | komedia w dwóch aktach |
| 1981 | As Comadres                      | komedia w dwóch aktach |
| 1981 | Três                             | dramat filozoficzny    |
| 1983 | A Escola                         | dramat historyczny     |
| 1983 | Bandidos Mareados                | teatr dla dzieci       |
| 1992 | O Rouxinol do Imperador          | teatr dla dzieci       |

### Powieści
| 1984 | O Bizantino      | powieść historyczna |
| 1996 | A Pele do Ogro   | powieść historyczna |
| 1996 | O Strip do Diabo | powieść historyczna |
| 2007 | A Escola         | powieść historyczna |

### Literatura dla dzieci
| 1971 | As Aventuras de Nina, a Elefanta Esquisita |
| 1973 | As aventuras do Saci Pererê                |
| 1973 | Biquinho                                   |
| 1973 | Pimpa, a Tartaruga                         |
| 1974 | Confissões de um Dragão                    |
| 1974 | Lateco                                     |
| 1974 | Arabela                                    |
| 1974 | Junior, o Pato                             |
| 1975 | Bonnie e Clyde                             |
| 1975 | O Mistério da Cuca                         |
| 1979 | O Império dos Bichos                       |
| 1983 | O Caso da Pérola Negra                     |

### Publikacje naukowe
| 1985 | Introdução aos Estudos Históricos |
| 1992 | História Antiga e Medieval        |
| 1992 | História Antiga                   |
| 1992 | História Medieval                 |